# Völkerschlachtdenkmal (Wulfen)

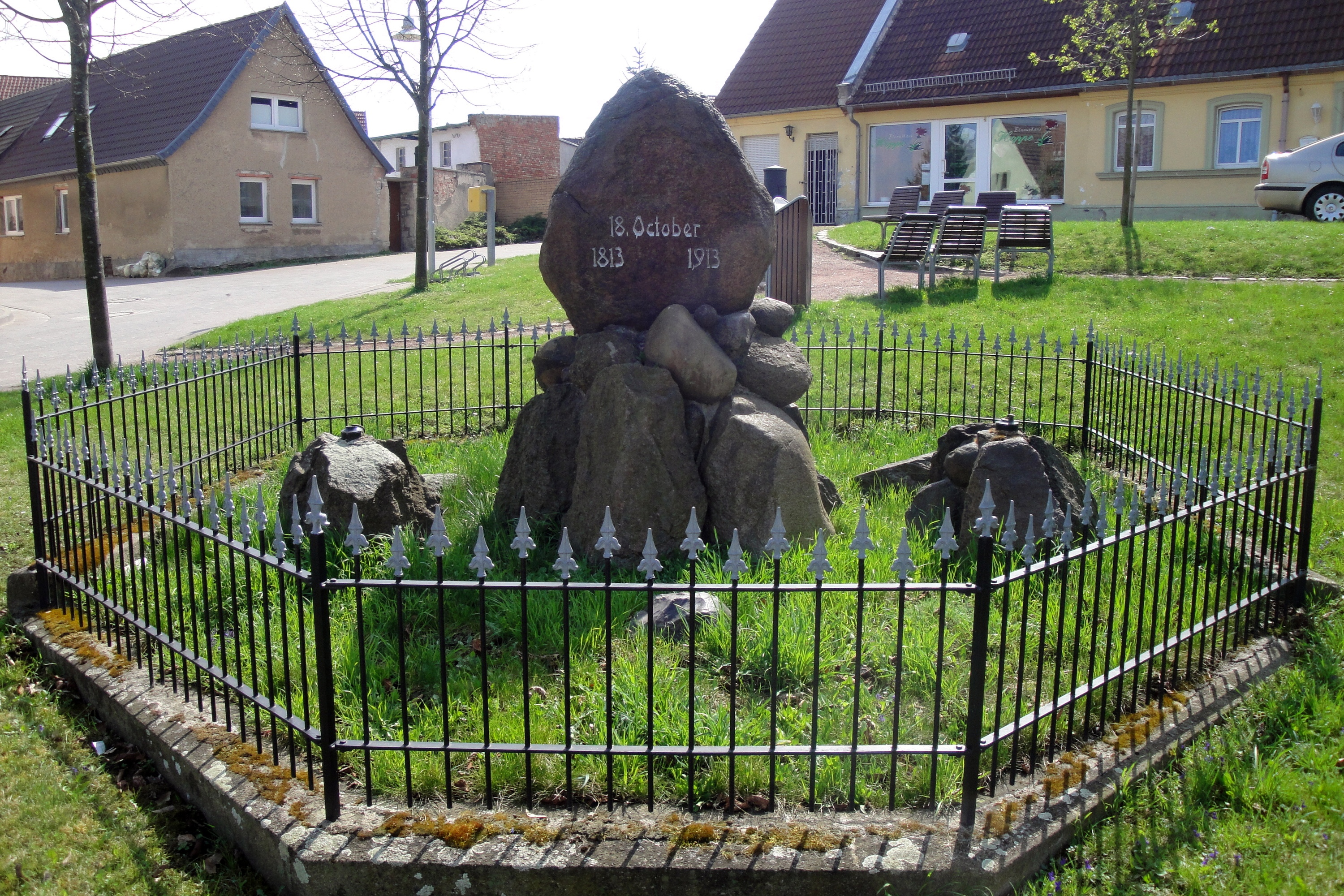
Ansicht von Nordwesten

Das Völkerschlachtdenkmal von Wulfen ist ein Gedenkstein in der Einheitsgemeinde Osternienburger Land im Landkreis Anhalt-Bitterfeld in Sachsen-Anhalt. Das Kleindenkmal steht unter Denkmalschutz und ist im Denkmalverzeichnis mit der Erfassungsnummer 094 15991 als Baudenkmal eingetragen.

## Lage
Im Norden von Wulfen befindet sich der Gedenkstein auf einem Platz, der von der Straße An der Kirche, dem Meisterberg und dem Markt gebildet wird. Auf diesem steht das Kleindenkmal etwas erhöht oberhalb der erstgenannten Straße.

## Gestalt
Ähnlich wie das Großsteingrab Wulfen besteht der Gedenkstein für den 100. Jahrestag der Völkerschlacht bei Leipzig aus aufgerichteten Findlingen. Auf diesen bilden kleinere Lesesteine die Basis für den oberen Stein, der die Inschrift 18. October / 1813 1913 trägt. Ob er einst ein Eisernes Kreuz trug, lässt sich nicht mehr sicher sagen, die Raumaufteilung auf dem Stein lässt dies aber vermuten. Völkerschlacht-Denkmäler zählt man zum Grenzbereich der Kriegerdenkmäler, da ihnen ein künstlerischer Wert abgesprochen wird. Hier wie auch in Meilendorf ist die Gedenkanlage von einem achteckigen Zaun eingefasst.